# Modest Graf von Korff
Modest-Alfred Leonard Graf von Korff (* 21. Januar 1909 in Godesberg; † 8. Mai 1997 in Bad Honnef) war ein deutscher Verwaltungsjurist, SS-Hauptsturmführer und Kommandeur der Sicherheitspolizei und des SD im deutsch besetzten Frankreich während des Zweiten Weltkriegs, der wegen der Deportation von 220 Juden in das Vernichtungslager Auschwitz angeklagt war und aus Mangel an Beweisen freigesprochen wurde.

## Herkunft und beruflicher Werdegang
Modest war der Sohn des Oberkirchenrats Emanuel Graf von Korff (1883–1945) und dessen Ehefrau Emma, geborene Müller (1879–1964). Die Wurzeln seiner Familie waren in Kurland und in Russland. Sein Urgroßvater war der russische Staatsmann, der wirkliche Geheimrat Graf Modest Andrejewitsch von Korff. Nach dem Abitur absolvierte er ein Studium der Rechtswissenschaften. 1928 wurde er Mitglied des Corps Saxonia Göttingen. Zum 1. Mai 1933 trat er der NSDAP bei (Mitgliedsnummer 2.500.443) und schloss sich im selben Jahr der SS an. Von 1937 an war er zwei Jahre lang als Verwaltungsjurist in verschiedenen Landratsämtern und Regierungspräsidien tätig.

## Zweiter Weltkrieg
Im Mai 1940 erfolgte die Einberufung als Unteroffizier zur Wehrmacht in das deutsch besetzte Frankreich, wo er zunächst als Kriegsverwaltungsrat der Feldkommandantur in Rennes tätig war. Im Juni 1942 wurde er als SS-Hauptsturmführer zum Kommandeur der Sicherheitspolizei und des Sicherheitsdienstes (KdS) von Châlons-sur-Marne ernannt. Dieses Amt bekleidete er bis Mai 1943.

## Nach dem Krieg
Nach Kriegsende wurde von Korff in der Uniform eines Leutnants der Wehrmacht von amerikanischen Truppen in Kärnten festgenommen und nach zweijähriger Internierungszeit den französischen Militärbehörden ausgeliefert. Im Jahr 1947 wurde ihm in Metz der Prozess gemacht, bei dem ihm allerdings lediglich Übergriffe gegen die französische Résistance zur Last gelegt wurden. Das Verfahren endete mit einem Freispruch.
Zurückgekehrt nach Deutschland, wurde von Korff zunächst Mitarbeiter des Bundesministeriums für Angelegenheiten des Bundesrates, später wechselte er als Ministerialrat in das Bundeswirtschaftsministerium, bis er 1974 pensioniert wurde.

### Freispruch aus Mangel an Beweisen
Im Jahr 1988 wurde von Korff in Bonn als NS-Tötungsverbrecher (Tatkomplex Schreibtischverbrechen) angeklagt. Verfahrensgegenstand war seine Mitwirkung an der Deportation von Juden aus dem Bereich der Sipo-Aussenstelle Chalons-sur-Marne durch Anordnung ihrer Verhaftung und Überstellung in das Haftlager Drancy, von wo sie ins Konzentrationslager Auschwitz verbracht wurden.
Von Korff hatte – vorgeblich im Glauben, dass es sich bei den Deportationszügen um einen Einsatz zu Straßenbauarbeiten handelte – auch Greise, Schwerkranke, Kinder und Säuglinge verschickt. Dies wertete der Staatsanwalt als Beweis, dass er das wahre Ziel, die Vernichtung in Auschwitz, gekannt haben musste. In diesem Gerichtsprozess wurde von Korff freigesprochen.  Nach Ansicht des Gerichts gelang es nicht, die für eine Mittäter- oder Beihilfenschaft des Holocausts notwendigen gerichtsverwertbaren Beweise zu erbringen. Die Urteilsverkündung führte zu Unmutsbekundungen von aus Paris angereisten Juden sowie Angehörigen von Opfern, die durch Modest Graf von Korff von Frankreich nach Auschwitz deportiert und dort vergast worden waren. Nach Revision der Staatsanwaltschaft wurde der Freispruch am 30. November 1990 durch den Bundesgerichtshof bestätigt.

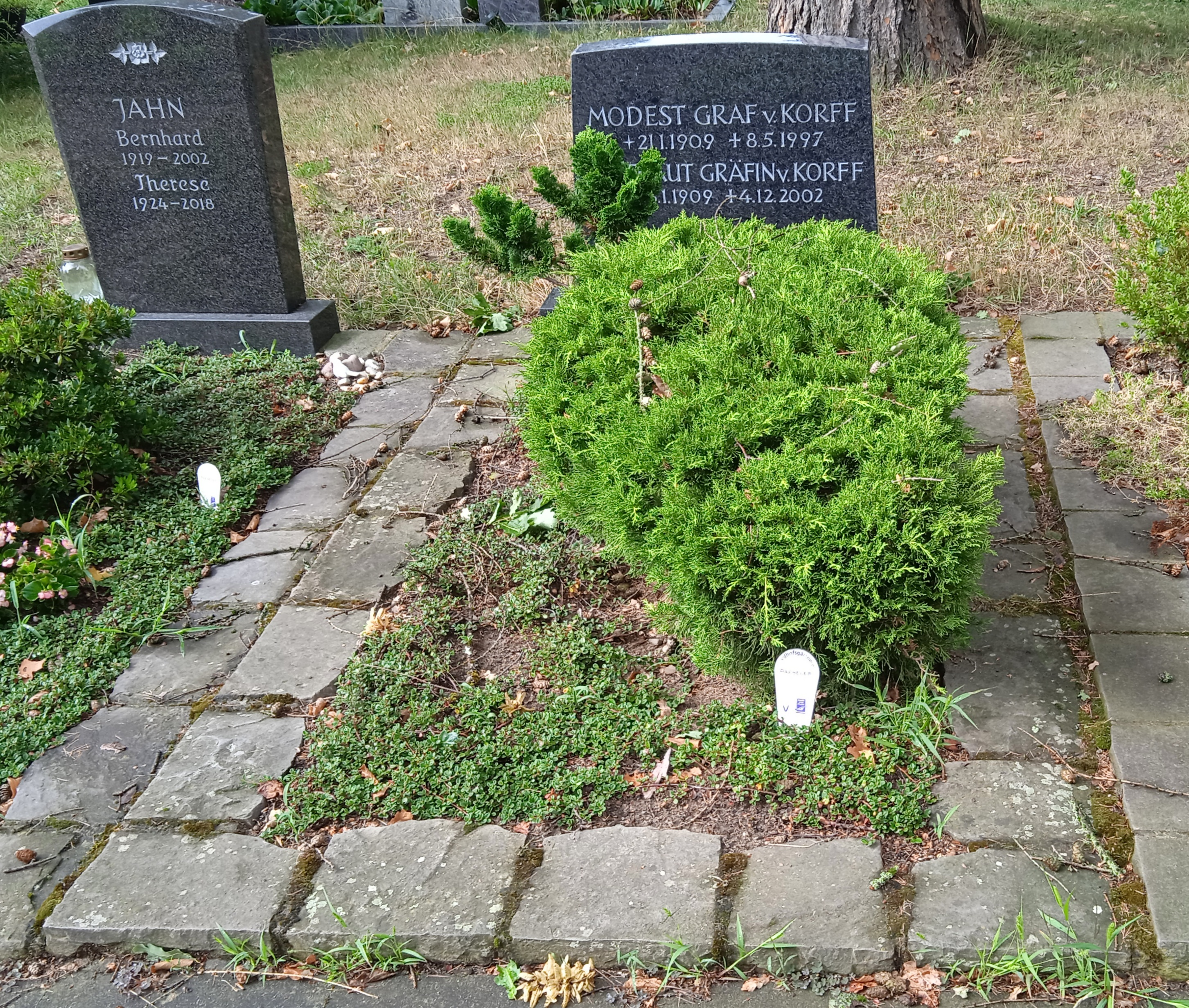
Grab von Modest Graf von Korff auf dem Neuen Friedhof in Bad Honnef